# Moderator (fizyka)
Moderator – substancja służąca do zmniejszenia energii kinetycznej (prędkości) neutronów, aż do osiągnięcia przez nie stanu tzw. neutronów termicznych. Powolne neutrony znacznie wydajniej powodują rozszczepienie jąder atomowych w materiale paliwa jądrowego.
Moderator musi charakteryzować się dużym przekrojem czynnym na rozpraszanie neutronów oraz małym na pochłanianie ich. Przekrój czynny na pochłanianie rośnie szybko wraz z masą jądra. Natomiast największa strata energii neutronu następuje wówczas, gdy neutron przekazuje najwięcej energii podczas zderzenia. Z zasady zachowania pędu i z zasady zachowania energii wynika, że ma to miejsce wówczas, gdy masa jądra jest zbliżona do masy neutronu. Najlepiej te warunki spełnia jądro wodoru. Ze względu na warunki technologiczne często stosuje się substancje zawierające trochę cięższe jądra.
Jako moderator stosuje się wodę, ciężką wodę, beryl, lit, bifenyl i grafit. W reaktorze może pełnić także funkcję reflektora.